# Roraimanattskärra
Roraimanattskärra (Tepuiornis whitelyi) är en fågel i familjen nattskärror.

## Utbredning
Fågeln återfinns i tepuis i sydöstra Venezuela, till norra Brasilien och Guyana. Den behandlas som monotypisk, det vill säga att den inte delas in i några underarter.

### Släktestillhörighet
Tidigare placerades den i det stora släktet Caprimulgus, men DNA-studier visar att den är närmare släkt med nattskärrorna i bland annat Hydropsalis och Nyctidromus. Interrimt placerades den i släktet Setopagis, men utgör en isolerad utvecklingslinje och har sedermera lyfts ut till ett eget släkte, Tepuiornis'.

## Status och hot
Arten har ett stort utbredningsområde, men tros minska i antal, dock inte tillräckligt kraftigt för att den ska betraktas som hotad. Internationella naturvårdsunionen IUCN listar arten som nära hotad (LC).

## Namn
Fågelns vetenskapliga artnamn hedrar Henry Whitely (1844-1892), engelsk samlare av specimen verksam i Japan och tropiska Amerika. Roraima är namnet på både en delstat i norra Brasilien och ett berg i södra Venezuela, Monte Roraima